# Slangerup
Slangerup är en dansk ort i Frederikssunds kommun på norra Själland. Staden grundades på medeltiden och har nu 6 864 invånare.